# Uranodoxa maculata
Uranodoxa maculata là một loài bướm đêm trong họ Geometridae.